# 金黄谷 (北达科他州)
金黄谷（英語：Golden Valley），是美国北达科他州下属的一座城市。根据2010年美国人口普查，该市有人口182人。